# Puan, Buenos Aires
Puan är en kommunhuvudort i Argentina.   Den ligger i provinsen Buenos Aires, i den centrala delen av landet, 500 km sydväst om huvudstaden Buenos Aires. Puan ligger 231 meter över havet och antalet invånare är 4 735. Den ligger vid sjön Laguna Puan.
Terrängen runt Puan är platt. Runt Puan är det mycket glesbefolkat, med 2 invånare per kvadratkilometer..
Trakten runt Puan består till största delen av jordbruksmark.